# Giovan Maria di Bartolomeo Baci di Belforte
Pour les articles homonymes, voir Baci (homonymie).

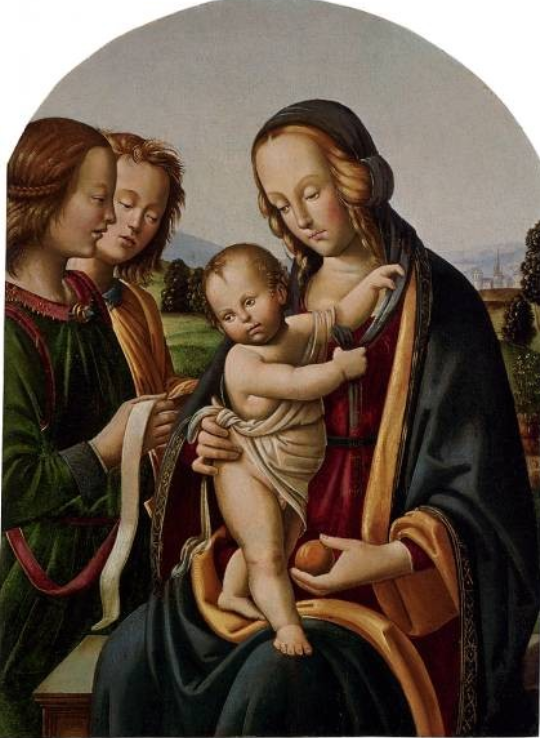
La Vierge à l'Enfant avec deux anges peint par Giovan Maria di Bartolomeo Bacci di Belforte

Giovan Maria Di Bartolomeo Baci Di Belforte  dit Rocco Zoppo, originaire de Florence,  est un peintre italien qui fut actif de 1496 à 1508.

## Biographie
Giovan Maria di Bartolomeo Baci di Belforte est documenté actif à Florence et à Rome. Selon Giorgio Vasari, il travailla avec Le Pérugin au décor de la Chapelle Sixtine.

## Œuvres
- Madone et l'Enfant avec deux anges, huile sur panneau, 38 × 50,8 cm, collection privée,
- Vierge à l'Enfant avec saint Jérôme et saint François, huile sur panneau, 50 × 39 cm, collection privée[2].
- La Vierge à l'Enfant et des anges en adoration, huile sur bois, 87 × 70 cm, Londres, Sotheby's,  lot 50 du 30 octobre 1996.
- Vierge à l'Enfant, Saint-Marc, Venise,
- Vierge à l'Enfant avec les saintes Ursule et Cécile, Saint-Marc, Venise.

## Sources
- F. Todini, La Pittura Umbra dal Duecento al Primo Cinquecento, Milan, 1989, T. II, no 1205, p. 298, 307-308.
- Giorgio Vasari, Le Vite,